# Christian Keller (football)
Pour les articles homonymes, voir Christian Keller.
Christian Thielsen Keller est un footballeur international danois, né le 17 août 1980 à Brørup. Il évolue au poste de milieu défensif.

## Palmarès
- Stabæk
  - Champion de Norvège en 2008.
  - Vainqueur de la Supercoupe de Norvège en 2009.

## Statistiques
| Saison    | Club         | Pays         | Championnat        | Coupes nationales | Coupes d'Europe | Danemark |
| --------- | ------------ | ------------ | ------------------ | ----------------- | --------------- | -------- |
| 1998-1999 | Vejle BK     | SAS Ligaen   | 11 matchs          | -                 | -               | -        |
| 1999-2000 | Vejle BK     | SAS Ligaen   | 16 matchs / 1 but  | -                 | -               | -        |
| 2000-2001 | Vejle BK     | 1st Division | 28 matchs / 8 buts | -                 | -               | -        |
| 2001-2002 | Vejle BK     | SAS Ligaen   | 30 matchs / 2 buts | -                 | -               | -        |
| 2002-2003 | Viborg FF    | SAS Ligaen   | 30 matchs / 5 buts | -                 | -               | -        |
| 2004-2005 | Viborg FF    | SAS Ligaen   | 31 matchs / 5 buts | -                 | -               | -        |
| 2005-2006 | Torino       | Série A      | -                  | -                 | -               | -        |
| 2005-2006 | Lazio Rome   | Série A      | 7 matchs           | 2 matchs          | -               | -        |
| 2006      | Stabæk       | Tippeligaen  | 6 matchs / 1 but   | -                 | -               | -        |
| 2007      | Stabæk       | Tippeligaen  | 25 matchs / 2 buts | -                 | -               | 3 matchs |
| 2008      | Stabæk       | Tippeligaen  | 26 matchs / 3 buts | -                 | 2 matchs (C3)   | -        |
| 2009      | Stabæk       | Tippeligaen  | 16 matchs / 2 buts | -                 | 2 matchs (C1)   | -        |
| 2009-2010 | Kasımpaşa SK | Süper Lig    | 29 matchs          | 4 matchs          | -               | -        |
| 2010-2011 | Kasımpaşa SK | Süper Lig    | 28 matchs          | 3 matchs          | -               | -        |
| 2011-2012 | Randers FC   | 1st Division | 24 matchs          | -                 | -               | -        |
| 2012-2013 | Randers FC   | SAS Ligaen   | 27 matchs / 1 but  | 3 matchs          | -               | -        |
| 2013-2014 | Randers FC   | SAS Ligaen   | 29 matchs / 1 but  | 1 match           | 2 matchs (C3)   | -        |
| 2014-2015 | Randers FC   | SAS Ligaen   | 29 matchs          | 3 matchs          | -               | -        |
| 2015-2016 | Randers FC   | SAS Ligaen   | 19 matchs          | 1 match / 1 but   | 4 matchs (C3)   | -        |
| 2016-2017 | Viborg FF    | SAS Ligaen   | 20 matchs / 1 but  | -                 | -               | -        |

Dernière mise à jour le 30/03/2017